# Paulo Pasta
Paulo Pasta (* 25. Januar 1959 in Ariranha, São Paulo, Brasilien) ist ein brasilianischer Maler, Zeichner, Illustrator und Hochschullehrer.

## Leben und Werk
Pasta zog 1977 nach São Paulo, um die Aufnahmeprüfung für Architektur abzulegen. 1983 erhielt er den Abschluss des Studiums der bildenden Künste an der Hochschule für Kommunikation und Kunst der Universität von São Paulo, wo er bei Evandro Carlos Jardim Zeichnung und Metallstich, bei Regina Silveira Lithographie und Serigraphie und bei Carmela Gross Malerei studierte. 2002 erhielt er den Master in Arts. In bildender Kunst promovierte er 2011 an der School of Communication and Arts der Universität von São Paulo. Von 1987 bis 1999 unterrichtete er am Santa Marcelina College und von 1995 bis 2002 an der Universidade Presbiteriana Mackenzie, São Paulo.

## Einzelausstellungen (Auswahl)
- 1985: Galeria Campus/USP de Ribeirão Preto, Ribeirão Preto
- 1985: Galeria Campus/USP de São Carlos, São Carlos
- 1988: Centro Cultural Cândido Mendes, Rio de Janeiro
- 1989: MAC/USP, São Paulo
- 1993: Itaú Cultural, Belo Horizonte
- 1994: Galeria Anna Maria Niemeyer, São Paulo
- 1996: Galeria Camargo Vilaça, São Paulo
- 1997: Galeria Anna Maria Niemayer, Rio de Janeiro
- 1998: Casa da Imagem, Curitiba
- 1998: Fundação Joaquim Nabuco, Recife
- 1999: Galeria Camargo Vilaça, São Paulo
- 2001: Galeria Anna Maria Niemeyer, Rio de Janeiro
- 2002: Galeria Nara Roesler, São Paulo
- 2002: Centro Universitário Maria Antonia, São Paulo
- 2004: Galeria Anna Maria Niemeyer, Rio de Janeiro
- 2006: Pinacoteca do Estado de São Paulo, São Paulo
- 2007: Galeria Art'Lounge, Lissabon, Portugal
- 2013: Fundação Iberê Camargo, Porto Alegre
- 2016: Embaixada do Brasil em Roma, Rom, Italien
- 2017: Galeria Carbono, São Paulo
- 2018: Galeria Millan (Anexo), São Paulo,

## Auszeichnungen
- 1990: Brasília-Preis für bildende Kunst im Kunstmuseum in Brasília
- 1997: Waterhouse Prize